# ريتا سميث
ريتا سميث (بالإنجليزية: Lillian Rita Smith) هي ناشطة سياسية نيوزيلندية، ولدت في 1912 في برث في أستراليا، وتوفيت في 1993 في أوكلاند في نيوزيلندا.